# Lingonben
Lingonben är en sång skriven av Povel Ramel 1957. Sången är en parodi på olika sagor för barn.
Sången sjöngs först in av Gunwer Bergkvist i radioprogrammet Vill Nilsson bli schlagerkompositör? nyårsafton 1957, och den ingick senare under 1958 i Martin Ljungs monolog Rock-Fnykis i Knäppupps tältturné av revyn Kråkslottet (tältturnén gick under titeln Karl Gerhards Eriksgata). Senare sjöngs den av både Bergkvist och Ljung i TV-programmet En takt, en ton, en vals på nyårsafton 1961. I TV-programmet Semlons gröna dalar där både Ljung och Sune Mangs sjunger den. Även Trazan och Banarne har tolkat låten.
Lingonben är också namnet på Povel Ramels sångtextbok från 1978.